# Ropień mózgu
Ropień mózgu (łac. abscessus cerebri) spowodowany jest zapaleniem i zbieraniem się zakażonego materiału pochodzącego z ropnia podśluzówkowego, infekcji: zatok, ucha, wyrostka sutkowatego, z narządów wewnętrznych, urazu głowy albo zabiegu chirurgicznego. U małych dzieci ropień mózgu jest zwykle związany z wrodzoną wadą serca. Śmiertelność szacuje się na 5 do 20%.

## Objawy
Związane są ze:
- wzmożonym ciśnieniem śródczaszkowym z powodu przestrzeni zajmowanej przez ropień - ból głowy, wymioty, dezorientacja, śpiączka;
- infekcją – gorączka, zmęczenie;
- uszkodzeniem mózgu – niedowład połowiczy, zaburzenia mowy itp. w zależności od lokalizacji ropnia.

## Etiopatogeneza
Wśród czynników ryzyka powstania ropnia mózgu wymienia się: zapalenie zatok przynosowych, ucha środkowego, wyrostka sutkowatego, infekcje zębopochodne, upośledzoną odporność komórkową, AIDS, infekcyjne zapalenie wsierdzia, urazy czaszki penetrujące do mózgu, zakażenia pooperacyjne, rozstrzenie oskrzeli, ropień płuca, sepsę.
W zależności od punktu wyjścia pierwotnego zakażenia można podejrzewać różne czynniki etiologiczne: paciorkowce tlenowe i beztlenowe, Bacteroides (zapalenie zatok przynosowych, ucha środkowego i wyrostka sutkowatego), Haemophilus, Fusobacterium (zapalenie zatok przynosowych), Enterobacteriaceae (zwłaszcza Proteus), Pseudomonas aeruginosa (zapalenie ucha środkowego i wyrostka sutkowatego), Streptococcus viridans (infekcyjne zapalenie wsierdzia), Staphylococcus aureus (urazy), grzyby – Candida, Cryptococcus neoformans, Aspergillus (upośledzona odporność komórkowa), pierwotniaki – Toxoplasma gondii (AIDS).

## Diagnoza
Stawiana jest w oparciu o tomografię komputerową z kontrastem. Świeże zmiany są trudne do rozróżnienia, lecz po 4-5 dniach zapalenie i martwa zanieczyszczona tkanka jest w otoczce nieprzepuszczalnej dla kontrastu, który gromadzi się dookoła, co daje obraz pierścienia otaczającego ciemniejszy obszar. Nakłucie lędźwiowe jest przeciwwskazane, jak przy innych przestrzennych zmianach w mózgu, ponieważ zmniejszenie objętości płynu mózgowo-rdzeniowego może zmienić ciśnienie śródczaszkowe prowadzące do przemieszczenia się części mózgu (wgłobienie mózgu). Obraz pierścienia widoczny jest także w przypadku krwawienia i niektórych nowotworów, jednak w sytuacji szybkiego pogarszania się stanu chorego z gorączką, zlokalizowanymi dolegliwościami neurologicznymi i objawami zwiększającego się ciśnienia śródczaszkowego, najbardziej prawdopodobny jest ropień.

## Leczenie
Polega na obniżeniu ciśnienia śródczaszkowego, podawaniu antybiotyków, chirurgicznym usunięciu ropnia i usunięciu pierwotnego źródła zakażenia. Zapalenie opon mózgowych przez Haemophilus influenzae zwykle związane jest z wodniakiem podtwardówkowym (mylonym z ropniem podtwardówkowym), który nie wymaga interwencji chirurgicznej, wystarczają antybiotyki.